# フラヴィオ・モゲリーニ
フラヴィオ・モゲリーニ（Flavio Mogherini, 1922年3月25日 - 1994年4月23日）は、イタリアの美術監督、美術デザイナー、衣裳デザイナー、映画監督である。

## 来歴・人物
1922年3月25日、イタリア王国のトスカーナ州アレッツォ県アレッツォに生まれる。イタリア国立映画実験センターを卒業、映画界に入る。
第二次世界大戦後の1947年、フィリッポ・ヴァルテル・ラッティ監督の『エレオノーラ・ドゥーゼ』の美術デザイナーとしてクレジットされたのが、もっとも古い記録である。1950年代に入り、マリオ・モニチェリとステーノが共同監督するコメディ映画の美術や衣裳を多く手がけ、1950年代末には、ピエトロ・フランチーシが監督した『ヘラクレス』（1958年）や『ヘラクレスの逆襲』（1959年）等のソード&サンダルと呼ばれる剣戟映画の美術を手がける。
1960年代に入ると、ピエル・パオロ・パゾリーニやロベルト・ロッセリーニといった世界的な映画作家の作品の美術を手がけると同時に、パスクァーレ・フェスタ・カンパニーレ監督の『結婚戦争』（1966年）や『女性上位時代』（1968年）のようなイタリア式コメディのスタイリッシュな美術を造形した。1962年には、ナストロ・ダルジェント賞において、マウロ・ボロニーニ監督の『ビアンカ』での美術が評価され、ナストロ・ダルジェント美術賞を受賞した。
1972年、『働きたくても何すりゃいいんだい?』で監督業に進出、1975年に美術デザイナーを務めたマルコ・ヴィカリオ監督の『あゝ情熱』を最後に、監督業に専念した。
1994年4月23日、ローマで死去した。満72歳没。同年に発表した『愛憎犯罪』が遺作となる。

## フィルモグラフィ
一部を除きインターネット・ムービー・データベースに掲載された一覧である。

### 1940年代
- 『エレオノーラ・ドゥーゼ』 Eleonora Duse : 監督フィリッポ・ヴァルテル・ラッティ、1947年 - 美術デザイナー
- Lucia di Lammermoor : 監督ピエロ・バッレリーニ、1947年 - 衣裳デザイナー

### 1950年代
- 『騎士の到着』 È arrivato il cavaliere! : 監督マリオ・モニチェリ / ステーノ、1950年 - 美術デザイナー・セット装飾・衣裳デザイナー
- 『犬の生活』 Vita da cani : 監督マリオ・モニチェッリ / ステーノ、1950年 - 美術デザイナー・セット装飾・衣裳デザイナー
- 『アマルフィの獅子』 Il leone di Amalfi, 英語題 The Lion of Amalfi : 監督ピエトロ・フランチーシ、1950年 - 美術デザイナー
- 『紅薔薇は山に散る』 Il brigante Musolino : 監督マリオ・カメリーニ、1950年 - 美術デザイナー・セット装飾
- 『ミラノの億万長者』 Milano miliardaria : 監督マリノ・ジローラミ / マルチェッロ・マルケージ / ヴィットリオ・メッツ、1951年 - 美術デザイナー・衣裳デザイナー・装飾
- 『最後の遭遇』 L'ultimo incontro : 監督ジャンニ・フランチョリーニ、1951年 - 美術デザイナー・セット装飾
- La paura fa 90 : 監督ヴィットリオ・メッツ / ジョルジオ・シモネッリ、1951年 - 美術監督
- Una bruna indiavolata : 監督カルロ・ルドヴィコ・ブラガリア、1951年 - 美術デザイナー
- 『刑事と泥棒』 Guardie e ladri : 監督マリオ・モニチェッリ / ステーノ、1951年 - 美術デザイナー
- 『過去の苦悩』 Tormento del passato : 監督マリオ・ボンナルド、1952年 - 美術デザイナー
- 『ひと夜の妻』 Moglie per una notte : 監督マリオ・カメリーニ、1952年 - 美術デザイナー・衣裳デザイナー
- 『三人の海賊』 I tre corsari : 監督マリオ・ソルダーティ、1952年 - 美術監督
- 『異教徒たち』 Le infedeli : 監督マリオ・モニチェッリ / ステーノ、1953年 - 美術監督・美術デザイナー
- La provinciale, 英語題 The Wayward Wife : 監督マリオ・ソルダーティ、1953年 - 美術監督
- 『希望の道』 Il viale della speranza : 監督ディーノ・リージ、1953年 - 美術デザイナー
- 『チェネレントラ』 Cenerentola : 監督フェルナンド・チェルキオ、1953年 - 衣裳デザイナー
- 『アイーダ』 Aida : 監督クレメンテ・フラカッシ、1953年 - 美術デザイナー
- 『夢のカバン』 La valigia dei sogni : 監督ルイジ・コメンチーニ、1953年 - 美術デザイナー
- 『ムゾドゥーロ』 Musoduro : 監督ジュゼッペ・ベンナーティ、1953年 - 美術デザイナー
- 『自由は何処に』 Dov'è la libertà...? : 監督ロベルト・ロッセリーニ、1954年 - 美術デザイナー
- 『ギャングと過ごすヴァカンス』 Vacanze col gangster : 監督ディーノ・リージ、1954年 - 美術デザイナー
- 『黒海賊の娘ヨランダ』 Jolanda la figlia del corsaro nero : 監督マリオ・ソルダーティ、1954年 - 美術デザイナー
- 『ユリシーズ』 Ulisse : 監督マリオ・カメリーニ / マリオ・バーヴァ（ノンクレジット）、1954年 - 美術デザイナー
- 『ローマの女』 La romana, 英語題 Woman of Rome : 監督ルイジ・ザンパ、1954年 - 美術デザイナー
- 『侵略者』 Attila : 監督ピエトロ・フランチーシ、1954年 - 美術デザイナー
- 『特攻魚雷作戦』 Siluri umani : 監督アントニオ・レオンヴィオラ / マルク＝アントニオ・ブラガディン / カルロ・リッツアーニ（ノンクレジット）、1954年 - 美術監督
- 『河の女』 La donna del fiume, 英語題 The River Girl : 監督マリオ・ソルダーティ、1954年 - 美術監督
- I due compari : 監督カルロ・ボルゲージオ、1955年 - 美術デザイナー
- 『私たち二人きり』 Noi due soli : 監督マルチェッロ・マルケージ / ヴィットリオ・メッツ / マリノ・ジローラミ（ノンクレジット）、1955年 - 美術監督
- 『最後の恋人』 L'ultimo amante : 監督マリオ・マットーリ、1955年 - 美術デザイナー
- 『鸚鵡たち』 I pappagalli : 監督ブルーノ・パオリネッリ、1955年 - 美術監督・美術デザイナー
- 『アンドレア・シェニエ』 Andrea Chénier : 監督クレメンテ・フラカッシ、1955年 - 美術デザイナー
- Guardia, guardia scelta, brigadiere e maresciallo : 監督マウロ・ボロニーニ、1956年 - 美術監督
- 『浮気女マリーザ』 Marisa la civetta : 監督マウロ・ボロニーニ、1957年 - セット装飾
- 『夜間作戦』 Operazione notte : 監督ジュゼッペ・ベンナーティ、1957年 - セット装飾
- 『マックス伯爵』 Il conte Max : 監督ジョルジオ・ビアンキ、1957年 - セット装飾
- 『夫』 Il marito : 監督ナンニ・ロイ（西語版ノンクレジット） / フェルナンド・パラシオス（伊語版ノンクレジット） / ジャンニ・プッチーニ（西語版ノンクレジット）、1958年 - 美術監督・セット装飾
- 『ヘラクレス』 Le fatiche di Ercole : 監督ピエトロ・フランチーシ、1958年 - 美術監督・セット装飾
- 『ヘラクレスの逆襲』 Ercole e la regina di Lidia, 英語題 Hercules Unchained : 監督ピエトロ・フランチーシ、1959年 - 設計
- Policarpo, ufficiale di scrittura, 英語題 Policarpo : 監督マリオ・ソルダーティ、1959年 - 美術監督・セット装飾
- 『ナポリ王フェルディナンド1世』 Ferdinando I. re di Napoli : 監督ジャンニ・フランチョリーニ、1959年 - 美術デザイナー

### 1960年代
- 『女は選ぶ権利がある』 Il magistrato, 英語題 The Magistrate : 監督ルイジ・ザンパ、1960年 - セット装飾
- 『ローマで夜だった』 Era notte a Roma, 英語題 Escape by Night : 監督ロベルト・ロッセリーニ、1960年 - 美術デザイナー
- 『鞄を持った女』 La ragazza con la valigia, 英語題 Girl with a Suitcase : 監督ヴァレリオ・ズルリーニ、1961年 - 美術デザイナー
- 『バグダッドの盗賊』 Il ladro di Bagdad : 監督アーサー・ルービン / ブルーノ・ヴァイラーティ、1961年 - 美術監督
- 『歌え!太陽』 Appuntamento a Ischia : 監督マリオ・マットーリ、1961年 - 美術デザイナー
- 『ビアンカ』 La viaccia, 英語題 The Lovemakers : 監督マウロ・ボロニーニ、1961年 - 美術監督
- 『アッカトーネ』 Accattone : 監督ピエル・パオロ・パゾリーニ、1961年 - 美術デザイナー
- 『アラジンと女盗賊』 Le meraviglie di Aladino : 監督マリオ・バーヴァ / ヘンリー・レヴィン、1961年 - 美術監督
- 『虎にまたがって』 A cavallo della tigre : 監督ルイジ・コメンチーニ、1961年 - 美術デザイナー
- 『あたらしい天使たち』 I nuovi angeli : 監督ウーゴ・グレゴレッティ、1962年 - セット装飾
- 『マンマ・ローマ』 Mamma Roma : 監督ピエル・パオロ・パゾリーニ、1962年 - 美術監督
- 『黄金の矢』 L'arciere delle mille e una notte : 監督アントニオ・マルゲリーティ、1962年 - 美術監督
- 『家族日誌』 Cronaca familiare, 英語題 Family Diary : 監督ヴァレリオ・ズルリーニ、1962年 - 美術監督
- 『ロゴパグ』 Ro.Go.Pa.G. : 監督ロベルト・ロッセリーニ / ジャン＝リュック・ゴダール / ピエル・パオロ・パゾリーニ / ウーゴ・グレゴレッティ、1963年 - 装置
- 『結婚戦争』 Il marito è mio e l'ammazzo quando mi pare : 監督パスクァーレ・フェスタ・カンパニーレ、1966年 - 美術監督
- 『恋のなぎさ』 La calda vita : 監督フロレスターノ・ヴァンチーニ、1966年 - 美術デザイナー
- 『黄金の眼』 Diabolik, 英語題 Danger: Diabolik : 監督マリオ・バーヴァ、1968年 - 美術監督
- 『女性上位時代』 La matriarca, 英語題 The Libertine : 監督パスクァーレ・フェスタ・カンパニーレ、1968年 - 美術デザイナー
- 『ロザリオの悲しみ』 La monaca di Monza : 監督エリプランド・ヴィスコンティ、1969年 - 美術監督
- 『明日よさらば』 Gli intoccabili, 英語題 Machine Gun McCain : 監督ジュリアーノ・モンタルド、1969年 - 美術デザイナー・セット装飾
- Amore mio aiutami : 監督・主演アルベルト・ソルディ、1969年 - 美術デザイナー

### 1970年代
- Kemek : 監督シオドア・ガーシュニー、1970年 - 美術監督
- Ninì Tirabusciò: la donna che inventò la mossa : 監督マルチェッロ・フォンダート、1970年 - 美術監督
- 『黄金のスフィンクス』 La sfinge d'oro : 監督ルイジ・スカッティーニ、1971年 - 美術デザイナー
- 『遵法的完全殺人』 Un omicidio perfetto a termine di legge : 監督トニーノ・リッチ、1971年 - 美術監督
- 『ローマ・ベーネ』 Roma bene : 監督カルロ・リッツアーニ、1971年 - 美術デザイナー
- 『働きたくても何すりゃいいんだい?』 Anche se volessi lavorare, che faccio? : 1972年 - 監督・脚本（初監督作）
- 『華麗なる堕落の世界/続・サテリコン』 Satyricon : 監督ジャン・ルイジ・ポリドーロ、1972年 - 美術監督
- 『黄金の7人・1+6/エロチカ大作戦』 Homo Eroticus : 監督マルコ・ヴィカリオ、1973年 - 美術デザイナー
- 『愛のためにオフェーリア』 Per amare Ofelia : 1974年 - 監督・原案・脚本
- 『あゝ情熱』 Paolo il caldo : 監督マルコ・ヴィカリオ、1975年 - 美術デザイナー
- Paolo Barca, maestro elementare, praticamente nudista : 1975年 - 監督
- 『高貴なヴェネツィア人クラストリーシェ』 Culastrisce nobile veneziano, 英語題 Lunatics and Lovers : 1976年 - 監督
- 『黄色いパジャマの少女』 La ragazza dal pigiama giallo : 1977年 - 監督・脚本
- 『よりよい生活をたのしむために』 Per vivere meglio, divertitevi con noi : 1978年 - 監督
- Le braghe del padrone : 1978年 - 監督・脚本

### 1980年代以降
- 『ズビルリーノ』 Sbirulino : 1982年 - 監督
- Per favore, occupati di Amelia : 1982年 - 監督・脚本
- 『トラック野郎たち』 I camionisti : 1982年 - 監督・脚本
- 『リラの少女』 La ragazza dei lilla : 1985年 - 監督・プロデューサー
- Com'è dura l'avventura : 1987年 - 監督・原案・脚本
- 『ピグマリオン88』 Pygmalion 88 : 1988年 - 監督

- 『愛憎犯罪』 Delitto passionale : 1994年 - 監督・原案・脚本（遺作）

## 註
1. 1 2 3 4 5 6 7 8 9 10  Flavio Mogherini, インターネット・ムービー・データベース （英語）, 2011年2月23日閲覧。
2. ↑  Flavio Mogherini, allmovie （英語）, 2011年2月23日閲覧。